# Hormigas (videojuego)
Hormigas (Ant Attack) es un videojuego británico desarrollado para ZX Spectrum por Sandy White, publicado por Quicksilva en 1983. Fue portado a Commodore 64 en 1984.
Mientras que Zaxxon y Q*bert habían usado previamente una perspectiva isométrica, Hormigas añadió un grado de libertad adicional (la habilidad de subir y bajar  en lugar de solo ir en dirección norte, suer, este y oeste), y podría ser el primer juego isométrico lanzado para computadores. Además es uno de los primeros juegos en dar la elección al jugador de elegir el género del personaje controlable.